# مينامي
مينامي  هي بلدية في اليابان، وبلدة في اليابان، تقع في توكوشيما، ومقاطعة كايفو، بلغ عدد سكانها 6,681  نسمة وذلك حسب إحصائيات سنة 2018، تبلغ مساحتها 140.80 كيلومتر مربع.

## مدن توأم
المدن التوأم:
- كيرنز، كوينزلاند.